# سانتا باربارا دل زولیا
سانتا باربارا دل زولیا (به اسپانیایی: Santa Bárbara del Zulia) یک شهر در ونزوئلا است که در Colón واقع شده‌است. سانتا باربارا دل زولیا ۷ متر بالاتر از سطح دریا واقع شده‌است.